# Érard de La Marck
Érard de La Marck, en alemán Erhard von der Mark, castellanizado como Erardo de La Marca, (Sedán, 31 de mayo de 1472 - Lieja, 16 de febrero de 1538) fue un noble y eclesiástico flamenco, obispo de Chartres, arzobispo de Valencia, príncipe obispo de Lieja desde 1505 y cardenal de San Crisógono en 1521.
Desde 1518 fue un gran aliado de Carlos I de España frente al rey francés Francisco I de Francia.
Esta enterrado en la cripta de la Catedral de San Pablo (Lieja).